# Maria Ford

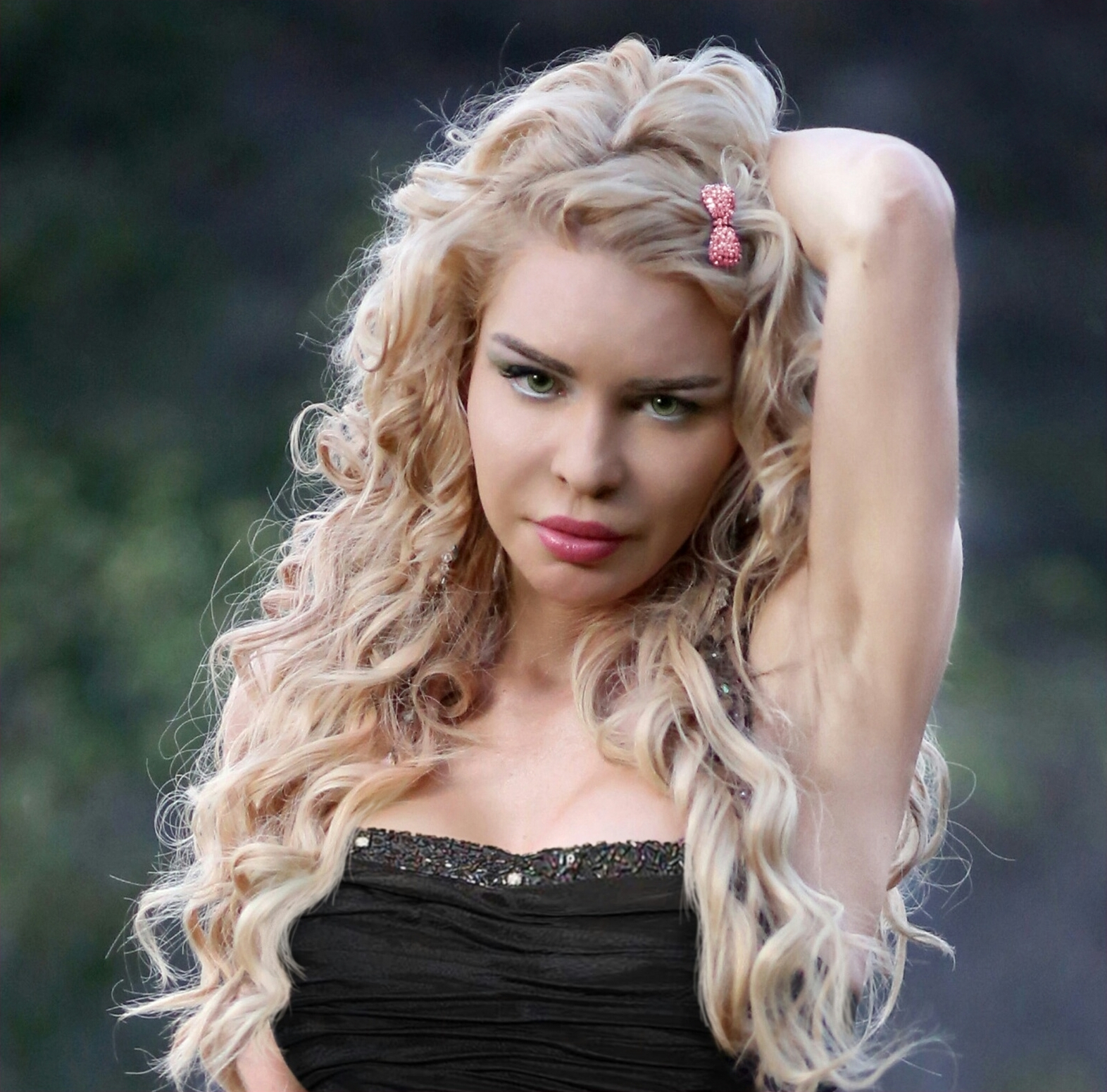
Maria Ford 2013

Maria Ford (* 20. Jahrhundert) ist eine US-amerikanische Filmschauspielerin des Exploitationfilms.

## Leben
Maria Ford hatte bereits 1985 einen ersten nackten Filmauftritt. Ab Ende der 1980er Jahre hatte sie gehäufte Auftritte in Low-Budget-Action- und Horrorfilmen, dabei regelmäßig mit textilfreien Passagen. So spielte sie mehrfach Stripperinnen, auch aufgrund ihrer tänzerischen Fähigkeiten. Speziell in der Videotheken-Szene der 1990er Jahre erlangte sie Bekanntheit. Ende der 2000er Jahre wurden die Engagements weniger und es gab von da an nur noch wenige Film-Auftritte.
1998 wurde sie für Odette Springers Dokumentation Some Nudity Required interviewt. Grundsätzlich gibt sie über ihr Privatleben nichts preis.

## Filmografie
- 1989: Stripped to Kill 2: Live Girls
- 1989: Dance of the Damned
- 1989: Masque of the Red Death
- 1990: The Haunting of Morella
- 1990: Slumber Party Massacre III
- 1990: The Rain Killer
- 1990: Naked Obsession
- 1991: Deathstalker IV
- 1991: Bloodfist Fighter 2 – Tödliche Rache (Ring of Fire)
- 1991: Futurekick
- 1992: Final Judgement
- 1992: The Unnamable II
- 1993: Bloodfist Fighter 4 (Ring of Fire II: Blood and Steel)
- 1993: Necronomicon: Book of Dead
- 1993: Mind Twister
- 1994: Saturday Night Special
- 1994: Angel of Destruction
- 1995: The Wasp Woman
- 1995: Strip for Action
- 1995: Dillinger und Capone (Dillinger and Capone)
- 1995: Stripteaser
- 1995: Burial of the Rats
- 1995: Alien Terminator
- 1996: Black Rose of Harlem
- 1996: Night Hunter
- 1996: The Glass Cage
- 1996: Showgirl Murders
- 1996: Mind Games
- 1997: Dark Planet
- 1997: Space Virus
- 1999: I Like to Play Games Too
- 1999: The Key to Sex
- 1999: Night Calls: The Movie, Part 2
- 2001: Perfect Fit
- 2002: Role of a Lifetime
- 2003: Beethoven auf Schatzsuche (Beethoven’s 5th)
- 2006: Wedding Slashers
- 2007: Das perfekte Weihnachten (The Perfect Holiday)
- 2008: Beethovens großer Durchbruch (Beethoven’s Big Break)